# Distrito electoral federal 10 de Oaxaca
El X Distrito Electoral Federal de Oaxaca es uno de los 300 distritos electorales en los que se encuentra dividido el territorio de México para la elección de diputados federales y uno de los 11 en los que se divide el estado de Oaxaca. Su cabecera es la ciudad de Miahuatlán de Porfirio Díaz.
El Décimo Distrito Electoral de Oaxaca se localiza en el sur del estado, integrándolo municipios de la región denominada Sierra Sur de Oaxaca, lo forman entre otros, los municipios de Candelaria Loxicha, Miahuatlán de Porfirio Díaz, Nejapa de Madero, Pluma Hidalgo, San Agustín Loxicha, San Bartolomé Loxicha, San Carlos Yautepec, San Jerónimo Coatlán, San Juan Ozolotepec, San Luis Amatlán, San Mateo Río Hondo, San Miguel del Puerto, San Pedro Mártir Quiechapa, Santa María Colotepec, San Pedro Pochutla, San Pedro Totolapa, Santa María Ecatepec, Santa María Huatulco, Santa María Ozolotepec, Santa María Quiegolani, Santa María Tonameca, Santa María Zoquitlán, Santo Domingo de Morelos y San Vicente Coatlán.

## Distritaciones anteriores

### Distritación 1996 - 2005
Entre 1996 y 2005 el Décimo Distrito se localizaba en la misma zona, pero tenía una integración territorial menor, pues no lo formaban municipios como Nejapa de Madero, San Carlos Yautepec y Santa María Quiegolani.
El Distrito X fue creado tras la reforma política de 1977 que elevó los hasta entonces nueve distritos de Oaxaca, por lo que ha elegido diputado a partir de la LI Legislatura en 1979.

## Diputados por el distrito
- LI Legislatura
  - (1979 - 1994): Ignacio Villanueva Vázquez (PRI)
- LVI Legislatura
  - (1994 - 1997): Ma. del Carmen Ricardez Vela (PRI)
- LVII Legislatura
  - (1997 - 2000): Claudio Guerra López (PRI)
- LVIII Legislatura
  - (2000 - 2003): Jaime Arturo Larrazábal Bretón (PRI)
- LIX Legislatura
  - (2003 - 2006): Héctor Pablo Ramírez Puga (PRI)
- LX Legislatura
  - (2006 - 2009): Benjamín Hernández Silva (PRD)
- LXI Legislatura
  - (2009 - 2012): Héctor Pablo Ramírez Puga (PRI)

## Resultados electorales

### 2009
| Elecciones federales de 2009 | Elecciones federales de 2009                   | Elecciones federales de 2009 | Elecciones federales de 2009    | Elecciones federales de 2009 | Elecciones federales de 2009 |
| Partido/Coalición            | Partido/Coalición                              | Candidato                    | Candidato                       | Votos                        | Porcentaje                   |
| ---------------------------- | ---------------------------------------------- | ---------------------------- | ------------------------------- | ---------------------------- | ---------------------------- |
|                              | Partido Acción Nacional                        |                              | Oswaldo Manzano Montero         |                              |                              |
|                              | Partido Revolucionario Institucional           |                              | Héctor Pablo Ramírez Puga       |                              |                              |
|                              | Partido de la Revolución Democrática           |                              | María Eulalia Velasco Ramírez   |                              |                              |
|                              | Coalición Salvemos a México (PT, Convergencia) |                              | Aída Fabiola Valencia Ramírez   |                              |                              |
|                              | Partido Verde Ecologista de México             |                              | Leoncio Carmona Martínez        |                              |                              |
|                              | Nueva Alianza                                  |                              | Fernando Armando Morales Zurita |                              |                              |
|                              | Partido Socialdemócrata                        |                              | César Enrique Cruz Fernández    |                              |                              |